# Prasinocyma tetracosmia
Prasinocyma tetracosmia är en fjärilsart som beskrevs av Louis Beethoven Prout 1930. Prasinocyma tetracosmia ingår i släktet Prasinocyma och familjen mätare. Inga underarter finns listade i Catalogue of Life.